# ジョン・ダルリンプル (第6代ステア伯爵)
第6代ステア伯爵ジョン・ダルリンプル（英語: John Dalrymple, 6th Earl of Stair、1749年9月24日 エディンバラ – 1821年6月1日 ロンドン）は、イギリスの政治家、外交官、スコットランド貴族。在ポーランドイギリス特命全権公使（在任：1782年 – 1784年）、在プロイセンイギリス特命全権公使（在任：1785年 – 1787年）、スコットランド貴族代表議員（在任：1790年 – 1807年、1820年 – 1821年）を歴任した。1768年から1789年までダルリンプル子爵の儀礼称号を使用した。

## 生涯
第5代ステア伯爵ジョン・ダルリンプルと妻マーガレット（Margaret、旧姓ミドルトン（Middleton）、1798年2月3日没、銀行家ジョージ・ミドルトンの娘）の息子として、1749年9月24日にエディンバラで生まれた。1762年から1766年までイートン・カレッジで教育を受けた後、エディンバラ大学に進学した。その後はグランドツアーに出て、1771年12月にヴォルテールに出会ったほか、1776年から1777年にかけてナポリ、ローマ、ヴェネツィアを旅した。
ダルリンプル子爵はイギリス陸軍に入隊、1779年10月19日に大尉として歩兵第87連隊に配属された。アメリカ独立戦争では1781年9月のグロトンハイツの戦いでベネディクト・アーノルドの配下として参戦した後、ヘンリー・クリントンの命令を受けて、戦況の報せを本国に届けた。
1782年1月5日に在ポーランドイギリス特命全権公使に任命され、8月22日にワルシャワに到着した。赴任にあたり、ヨーロッパ諸国の宮廷におけるオスマン帝国解体計画の有無を探るよう命じられた。また、同年6月には在ザクセンイギリス特命全権公使に任命されたが、ザクセンには赴任しなかった。しかし、ポーランドの風土により健康を害し、1784年5月13日/14日に帰国した。
1785年8月3日に在プロイセンイギリス特命全権公使に任命され、11月29日にベルリンに到着した。1786年8月、ヘッセン＝カッセル方伯ヴィルヘルム9世にガーター勲章を授与するためのイギリス代表に任命された。同年秋にはプロイセン王フリードリヒ・ヴィルヘルム2世の即位にあたり、プロイセンの情勢を本国に報告した。1787年5月末に帰国し、在ロシアイギリス特命全権公使の就任打診にはロシアの風土と公使としての出費を理由に辞退した。
1789年10月13日に父が死去すると、ステア伯爵位を継承した。1790年イギリス総選挙でスコットランド貴族代表議員に当選、1796年、1802年、1806年に再選した。1820年イギリス総選挙で再びスコットランド貴族代表議員に当選した。
1821年6月1日、生涯未婚のままロンドンのスプリング・ガーデンズの自宅で死去、ダンフリーズ・アンド・ギャロウェイのインチで埋葬された。叔父ウィリアムの息子ジョン・ウィリアム・ヘンリーが爵位を継承した。

## 人物
グランドツアー中の1771年12月に出会ったヴォルテールから「スピノザのような哲学者」（philosophe comme Spinoza）と形容された。

## 関連図書
- "No. 12466". The London Gazette (英語). 12 August 1783. p. 1. - 在ポーランド公使の在任中、本国政府宛ての手紙が報じられている。